# 生野中央病院
生野中央病院（いくのちゅうおうびょういん）は、医療法人貴和会が大阪府大阪市生野区中川に設置する病院。

## 診療科
（この節の出典）
- 内科
- 循環器内科
- 消化器内科
- 整形外科
- 皮膚科
- 泌尿器科
- 放射線科
- リハビリテーション科

## 医療機関の指定・認定
（下表の出典）
| 保険医療機関                       | 労災保険指定病院 |
| 生活保護法指定病院                 |                  |
| 原子爆弾被害者一般疾病医療取扱病院 | 公害医療機関     |

- 救急告示病院（二次救急）[3]

## 交通アクセス
- 今里駅 (近鉄)より徒歩約13分[4]
- 大阪シティバス12号系統・35号系統・85号系統「中川2丁目」停留所下車東へ300m[4]
- 大阪シティバス19号系統「生野中央病院」停留所下車南へ50m[4]

## 周辺
- 大阪市立中川小学校[4]